# Cavan (Irlanda)

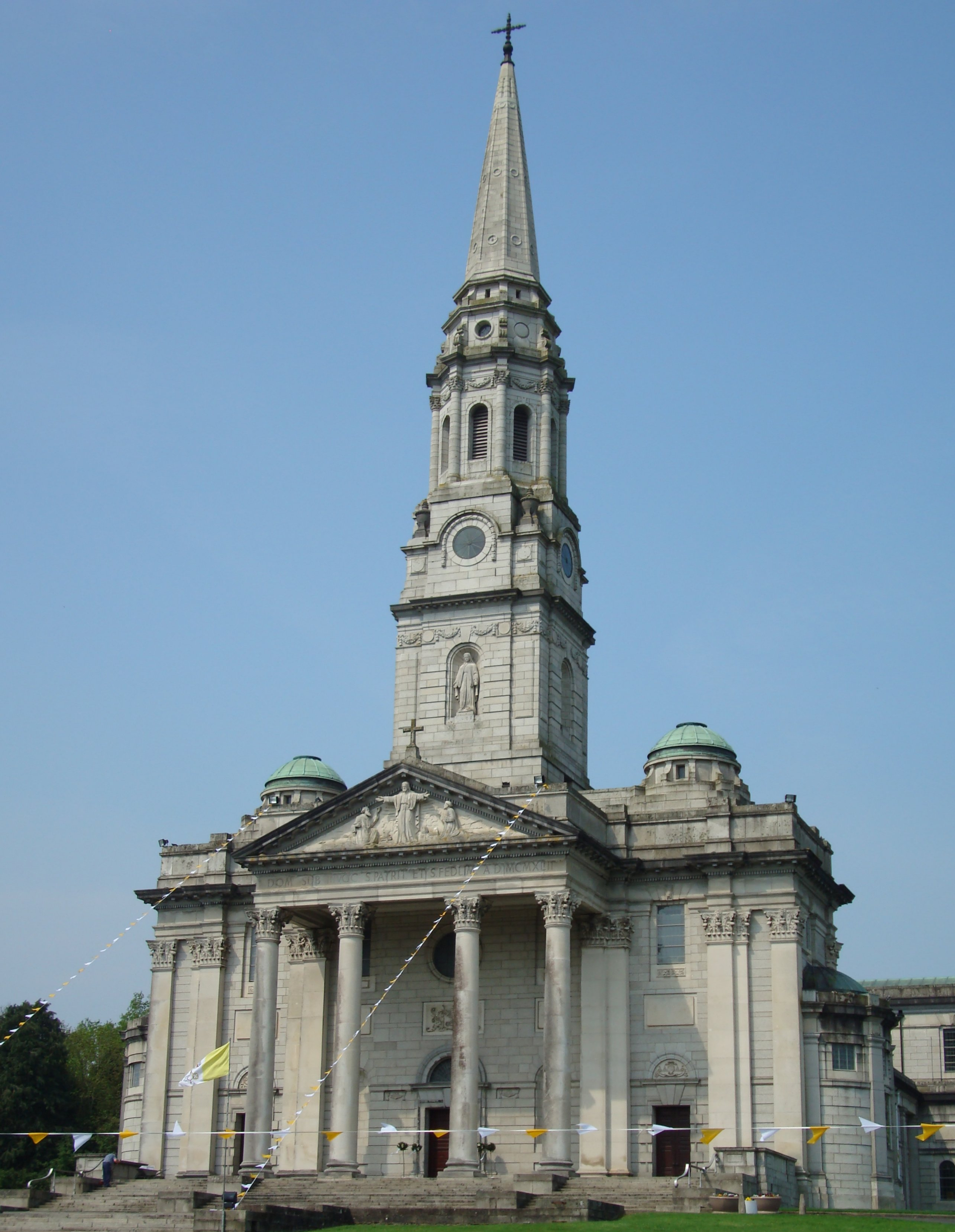
Catedral de Cavan

Cavan (gaélico irlandés: an Cabhán) ciudad irlandesa en la que se habla inglés pero principalmente, irlandés.Es una villa irlandesa, capital del condado homónimo. En 2006 su población ascendía a 3.934 habitantes, más que los 3.538 de 2002. Cavan es la localidad más grande de su condado, y cuenta también con una población de 3.949 en su distrito rural y la aldea de Moynehall. Cavan está al lado de la carretera N3, que enlaza con el sureste hasta la capital irlandesa, Dublín; y también la N55 que termina en Cavan.

## Historia
Durante la Conquista de Irlanda por Cromwell, su castillo fue el último que rindieron los Irlandeses confederados en abril de 1653.
Cavan tenía dos estaciones de ferrocarril. La primera abrió el 8 de julio de 1956 y fue cerrado a pasajeros el 14 de octubre de 1956. La segunda abrió el 1 de junio de 1931. Las dos fueron cerrados para mercancías el 1 de enero de 1960.
Desde 1988 Cavan está hermanada con Jaunay-Clan, una comuna del departamento francés de Vienne en la región de Poitou-Charentes.